# Larentioides
Larentioides là một chi bướm đêm thuộc họ Geometridae.